# Бангор (Мэн)
Бангор (англ. Bangor) — город в округе Пенобскот, в штате Мэн, США. Главный коммерческий и культурный центр восточного и северного Мэна. По состоянию на 2008 год Бангор — третий по величине город в Мэне. Население города составило 31 473 человека при переписи населения в 2000 году.
Население Бангорской агломерации — более чем 148 000 человек. Население области с пятью округами (Пенобскот, Пискатакис, Хэнкок, Арустук и Вашингтон), для которых Бангор является — центром распределения, центром транспортировки, и центром СМИ, более чем 325 000 человек.

## География
Согласно данным бюро статистики США, город занимает общую площадь 90 км², из которых 89 км² приходится на сушу и 0.78 км² — на водные ресурсы. Всего 0,86 % общей площади города занято водой.

### Климат
| Показатель                                                                | Янв.  | Фев.  | Март | Апр. | Май  | Июнь | Июль | Авг. | Сен. | Окт. | Нояб. | Дек. | Год  |
| ------------------------------------------------------------------------- | ----- | ----- | ---- | ---- | ---- | ---- | ---- | ---- | ---- | ---- | ----- | ---- | ---- |
| Абсолютный максимум, °C                                                   | 17    | 16    | 29   | 32   | 36   | 37   | 37   | 40   | 37   | 33   | 24    | 18   | 40   |
| Средний максимум, °C                                                      | −2,2  | −0,4  | 4,5  | 11,8 | 18,7 | 23,7 | 26,9 | 26,3 | 21,7 | 14,6 | 7,7   | 1,4  | 12,9 |
| Средняя температура, °C                                                   | −7,5  | −6,1  | −0,8 | 6,0  | 12,5 | 17,6 | 20,8 | 20,1 | 15,5 | 9,0  | 2,9   | −3,4 | 7,2  |
| Средний минимум, °C                                                       | −12,8 | −11,7 | −6,1 | 0,2  | 6,3  | 11,4 | 14,8 | 13,9 | 9,3  | 3,4  | −1,8  | −8,2 | 1,6  |
| Абсолютный минимум, °C                                                    | −34   | −36   | −27  | −16  | −5   | −2   | 3    | −2   | −5   | −12  | −19   | −33  | −36  |
| Среднее число дней с осадками                                             | 11    | 10    | 11   | 12   | 12   | 12   | 11   | 10   | 9    | 11   | 11    | 13   | 134  |
| Норма осадков, мм                                                         | 81    | 60    | 82   | 92   | 85   | 98   | 80   | 78   | 96   | 116  | 98    | 95   | 1059 |
| Источник: Национальное управление океанических и атмосферных исследований |       |       |      |      |      |      |      |      |      |      |       |      |      |

## Транспорт

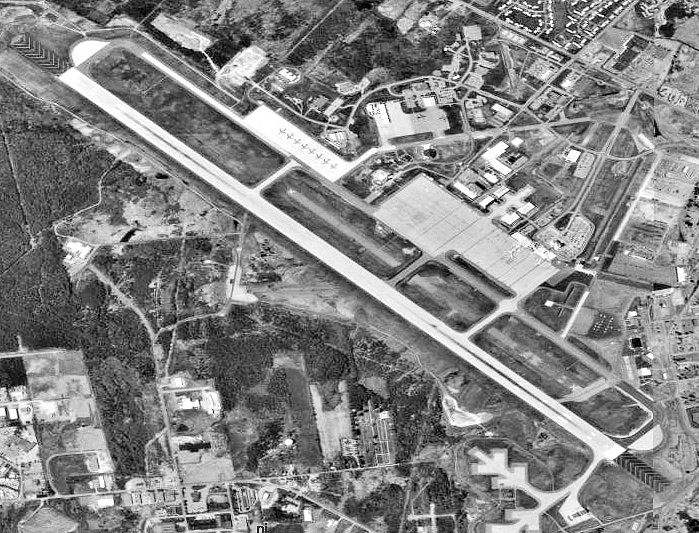
Снимок с воздуха на аэропорт города Бангор.

Бангор расположен вдоль скоростных автомагистралей I-95, U.S. 1, US 2, и State Route 15. Три главных моста, включая Мост Джошуа Чемберлена и Речной Мост Пенобскот, соединяют Бангор с соседним городом Брюэр (англ. Brewer).
Паромное сообщение от соседнего города Бар-Харбор соединяет область с канадской областью Новая Шотландия.
Шесть автобусных компаний соединяют Бангор с почти всеми большими городами в округе и городами в штате, с Бостоном, Портсмут, Нью-Гэмпшир, и Сент-Джон, Нью-Брансуик.
Общественный транспорт в пределах Бангора и к смежным городам, представлен системой BAT Community Connector

## Известные уроженцы и жители
- В Бангоре живёт писатель Стивен Кинг[2], также в этом городе, или недалеко от него, происходит действие многих его романов и рассказов[3].
- Фредерик Хейл Пархерст (1864—1921) — американский политик-республиканец, 52-й губернатор штата Мэн.